# Enrique Gimbernat Ordeig
Enrique Gimbernat Ordeig (Sevilla, 1938) és un jurista espanyol i catedràtic de Dret Penal. En la seva obra s'ha mostrat crític amb els excessos del dret penal espanyol.

## Biografia
Fill de catalans i nascut a Sevilla, es va criar a Madrid, on va estudiar a l'Institut Ramiro de Maeztu. Un cop acabada la llicenciatura, als vint-anys, es va doctorar en Dret a la Universitat d'Hamburg. Per la seva tesi sobre la teoria de la causalitat adequada, va rebre la qualificació magna cum laude el 1963. Al seu retorn a l'Estat espanyol, es va doctorar a la Universitat de Madrid amb Premi Extraordinari gràcies a un article sobre els delictes qualificats pel resultat i sobre els aspectes de la qualificació pel resultat en el dret penal espanyol.
Ha estat degà de la facultat de Dret de la Universitat d'Alcalá d'Henares, vocal de la Junta Electoral Central (1977-1982), vocal permanent de la Comissió General de Codificació des de 1978. Des de 1983 és director de la revista Anuario de Derecho Penal y Ciencias Penales.
Amb motiu del seu 70è aniversari es va publicar l'obra Estudios Penales en Homenaje a Enrique Gimbernat amb contribucions de més de 100 penalistes internacionals. Des de la dècada del 1980 és catedràtic de Dret Penal a la Facultat de Dret de la Universitat Complutense de Madrid. Amb motiu de la seva jubilació el 2008, se'l va designar catedràtic emèrit d'aquesta universitat. És també membre del consell editorial del diari El Mundo, per al qual ha escrit articles sobre la seva especialitat.

## Obra publicada
- Die innere und die äussere Problematik der inädaquaten Handlungen in der deutschen Strafrechtsdogmatik. Zugleich ein Beitrag zum Kausalproblem im Strafrecht, Hamburgo 1962, XXI + 174 pp.
- Delitos cualificados por el resultado y causalidad (Madrid, 1966)
- Autor y cómplice en Derecho penal (Madrid, 1966)
- Código de las Leyes Penales (en col·laboració amb Carlos García Valdés, Madrid, 1977),
- Introducción a la Parte General del Derecho Penal Español (Madrid, 1979)
- Das spanische Strafrecht, a: Das ausländiche Strafrecht der Gegenwart (Berlín, 1982)
- Estudios de Derecho penal (Madrid, 1976)
- ¿Tiene un futuro la dogmática juridicopenal? (Editorial Temis, Bogotá, 1983)
- Concepto y método de la ciencia del Derecho penal (Madrid, 1999)
- Ensayos Penales (Madrid, 1999)
- La causalidad en la omisión impropia y la llamada "omisión por comisión" (Buenos Aires, 2003)
- Estudios sobre el delito de omisión (México, 2004)
- Imputación objetiva y conducta de la víctima (México, 2007)
- Estado de Derecho y Ley Penal (Madrid, 2009)
- Cursos causales irregulares e imputación objetiva (Montevideo-Buenos Aires, 2011)
- Beiträge zur Strafrechtswissenschaft. Handlung, Kausalität, Unterlassen (LIT Verlag, Berlín, 2013)
- El comportamiento alternativo conforme a Derecho (Montevideo-Buenos Aires, 2017)
- El Derecho penal en el mundo (Aranzadi, Pamplona, 2018)
- Imputação objetiva no Direito penal (São Paulo, 2019).
- Estudios sobre el delito de omisión (Ciudad de México, 2019)
- Concepto y método de la ciencia del Derecho penal (Montevideo-Buenos Aires, 2020)
- Código Penal (en col·laboració amb Esteban Mestre, Madrid, 2020)